# Ali al-Habsi
Ali Abdullah Harib al-Habsi (arabisch علي بن عبد الله بن حارب الحبسي, DMG ʿAlī bin ʿAbdullāh bin Ḥārib al-Ḥabsī; * 30. Dezember 1981 in Maskat) ist ein ehemaliger omanischer Fußballtorwart.

## Vereinskarriere

### Oman und Norwegen
Seine Karriere begann der 1,94 m große al-Habsi in seiner Heimat bei al-Midhabi, wo er von 1998 bis 2002 spielte. Danach wechselte der Torhüter zu al-Nasr und spielte dort eine Saison lang. Im Jahre 2003 wechselte al-Habsi zu Lyn Oslo und war damit der erste omanische Fußballspieler, der in Europa spielte. 2004 wurde er zu Norwegens Torhüter des Jahres gewählt. Bis 2005 stand er 62-mal im Kasten der Norweger, ehe er 2005 nach Bolton wechselte.

### England
Die Saison 2010/11 verbrachte al-Habsi auf Leihbasis beim Ligakonkurrenten Wigan Athletic, bei dem er sich als Stammtorhüter durchsetzen konnte. Nach der Saison wurde er von den Fans aufgrund seiner guten Leistungen zum Spieler des Jahres von Wigan Athletic gewählt. Am 4. Juli 2011 unterschrieb al-Habsi einen Vierjahresvertrag in Wigan. Am 23. Oktober 2014 wurde er für einen Monat an Brighton & Hove Albion ausgeliehen und kam hier lediglich zu einem Einsatz. Von 2015 bis 2017 stand al-Habsi beim FC Reading unter Vertrag.
Im August 2020 verkündete al-Habsi seinen Rücktritt vom aktiven Profisport.

## Nationalmannschaft
In der omanischen Nationalmannschaft spielt al-Habsi seit 2001, er hat auch an der Fußball-Asienmeisterschaft 2004 in China teilgenommen. al-Habsi wurde beim Golfpokal 2007, bei dem er mit der Nationalelf des Oman das Finale erreichte, zum besten Torhüter des Turnieres gewählt. Bei der Asienmeisterschaft im selben Jahr schied er mit der omanischen Mannschaft in der Vorrunde aus. Im Jahr 2009 gewann er den Golfpokal und blieb im gesamten Turnierverlauf ohne Gegentreffer. Bis zum Ende seiner Laufbahn war er Kapitän der Nationalmannschaft.

## Erfolge
- Englischer Pokalsieger: 2012/13
- Spieler des Jahres (Wigan Athletic): 2011

## Privatleben
- al-Habsi ist praktizierender Muslim.[4]
- Er ist verheiratet und hat eine Tochter.
- Vor seiner Profikarriere war al-Habsi Feuerwehrmann am Flughafen Maskat. In einem Interview mit Al Jazeera Sports erklärte er, dass sein früherer Job ihm „Geduld, harte Arbeit und Patriotismus“ gelehrt habe. Wenn er den Durchbruch im Fußball nicht geschafft hätte, wäre er nach eigenen Angaben wahrscheinlich Feuerwehrmann geblieben.[5]
- al-Habsi ist Mitbegründer der Non-Profit-Organisation Safety First, welche es sich zur Aufgabe gemacht hat, Autounfälle durch Aufklärung in Oman zu reduzieren.[6]